# Elaphoglossum kivuense
Elaphoglossum kivuense là một loài dương xỉ trong họ Dryopteridaceae. Loài này được Schelpe mô tả khoa học đầu tiên năm 1969.
Danh pháp khoa học của loài này chưa được làm sáng tỏ. 